# Clădirea fostei școli primare (Gura Bîcului)
Clădirea fostei școli primare este o clădire amplasată în Gura Bîcului, raionul Anenii Noi, Republica Moldova. Este un monument arhitectural de importanță națională inclus în Registrul monumentelor Republicii Moldova ocrotite de stat cu nr. 95 (raionul Anenii Noi). Datează de la sf. sec. XIX.